# Thibault Dubarry
Pour les articles homonymes, voir Dubarry.

a Compétitions nationales et continentales officielles uniquement.

Dernière mise à jour le 20 juin 2022.
Thibault Dubarry, né le 24 novembre 1987 à Chartres, est un joueur français de rugby à XV qui joue au poste de deuxième ligne ou troisième ligne aile.

## Carrière
- 2009-2012 : CA Brive (Top 14)
- 2012-2014 : Biarritz olympique (Top 14)
- 2014-2017 : Racing Metro 92[2] (Top 14)
- 2017-2019 : Biarritz olympique (Pro D2)

Le 25 avril 2017, le Biarritz Olympique annonce que Dubarry reviendra jouer pour le club à partir de la saison 2017-2018. Sous contrat jusqu'en 2020, il est libéré à l'issue de la saison 2018-2019 et s'engage pour Anglet en Fédérale 1. Fin avril 2020, il s'engage à l'US Tours Rugby, club de Fédérale 3, dont il devient l'entraîneur en 2022.

## Palmarès
- Champion de France Espoirs 2009 avec le CA Brive
- Champion de France Top 14 2016 avec le Racing 92